# データレコーダ

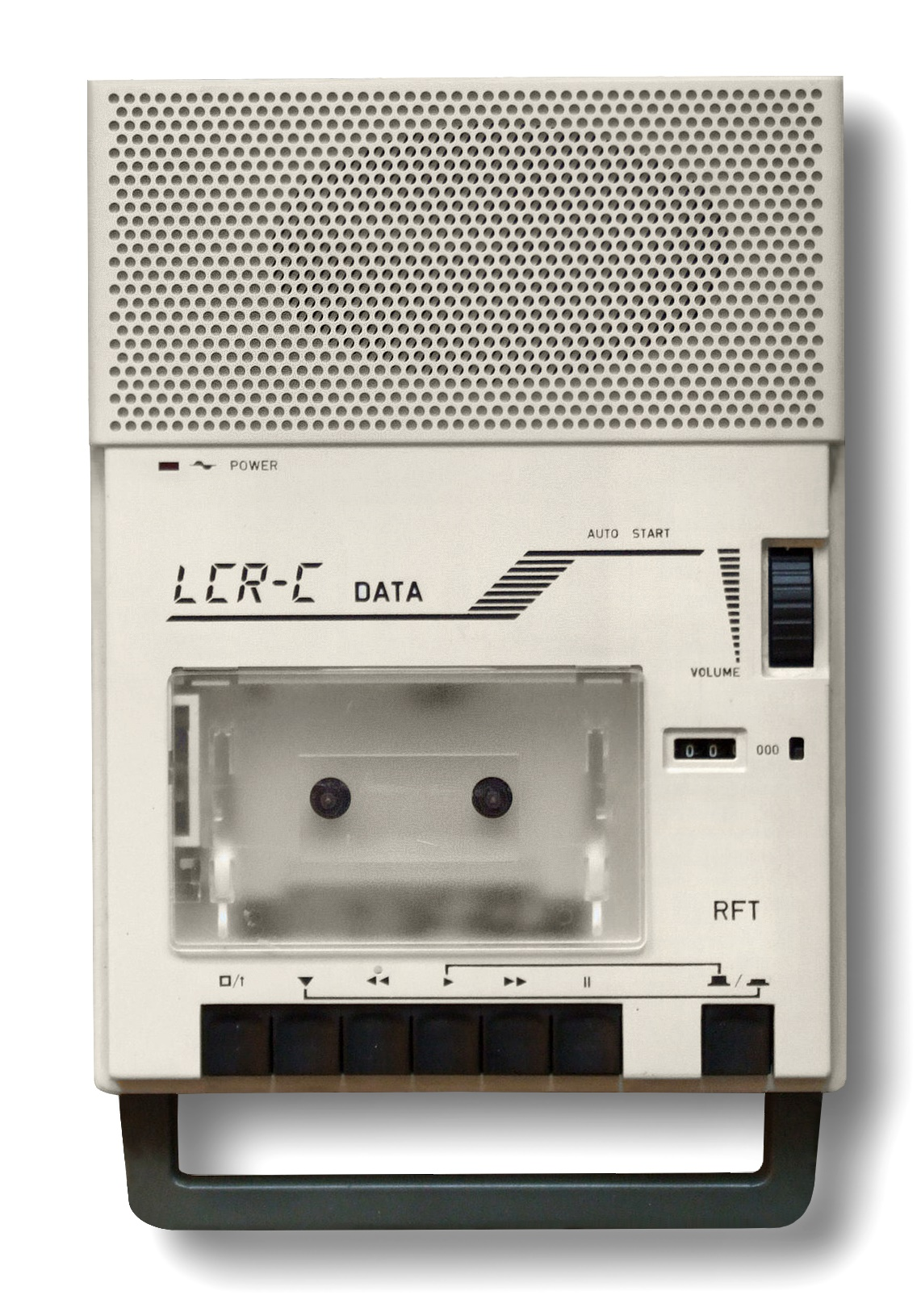
データレコーダ

データレコーダとは、音楽用として大量に出回っていたテープレコーダーを利用してカセットテープにデータを書き込むというもの。CMT（Cassette Magnetic Tape：カセット磁気テープ）などとも呼ばれた。これはコンピュータ業界では磁気テープをMTと略すため、それにカセットのCを付けたものである。
代表的な記録方式にカンサスシティスタンダード（KCS）があり、1200Hz/2400HzのFSK方式で300bpsで記録するものである。
本項では1980年代以前のホビーパソコンブームにおける磁気テープによるデータの記録について扱う。2000年代以降現在にかけてのデータ用磁気テープについてはテープドライブを参照のこと。

## 歴史
世の中に大型コンピュータしかなかった1970年代前半ころにマイクロコンピュータが登場し、個人でも、奮発すれば払えるような金額で、基板が一枚のワンボード式の素朴で小さなコンピュータや、コンピュータのキット（電子部品と基板のセット販売。自分ではんだづけして組み立てるもの）を購入できるようになったが、当時のマイクロコンピュータに使える手頃な補助記憶装置が無かった。大型コンピュータ用の補助記憶装置としては、磁気テープを使う「磁気テープ装置」が使われていて、当時の補助記憶装置の主流だった。だがその装置はとても高価で大型で、個人が所有できるようなものではなかったのでマイクロコンピュータには使えなかった。1970年代前半のマイクロコンピュータの開発者や先駆的なユーザーたちは、工夫すればカセットテープレコーダーおよびコンパクトカセットが「磁気テープ装置」の代わりに使えるのでは？　というアイディアを思いついた。コンパクトカセットは1960年代初頭に開発され、1970年代前半にはアメリカの多くの家庭にある状態になっていたので、マイコン開発者やユーザは、すでに身近にあり使い慣れているそれを補助記憶装置として使ってやろうと思いついたのである。こうして、コンピュータのデータをFSKなどの変調方式でオーディオ周波数帯の信号に変調して記録するという方法が生み出された。彼らは、変調するための補助的回路も自作していた。当初は、開発者がそれぞれ自分の好みの方法で記録していたので、変調方式、記録方式、記録速度などが乱立状態になった。だが、乱立状態ではカセットテープを他人に渡してデータ読み出してもらうことができないので、やはりマイコン用のカセットテープの磁気テープ装置の記録方式にも、大型コンピュータの「磁気テープ装置」と同様に、標準化が必要だろうと思う人が増えていき、当時のアメリカの代表的なマイコン雑誌のひとつである『バイト・マガジン』が主導して開催資金を提供する形で、マイクロコンピュータのカセットテープを使ったデータ記録の標準を定めるためのシンポジウムが1975年にミズーリ州のカンザスシティで開催され、いわゆるカンサスシティスタンダード（KCS）が定められ、これがマイクロコンピュータやパーソナルコンピュータでの磁気テープ記録方式の標準となってゆくことになった。

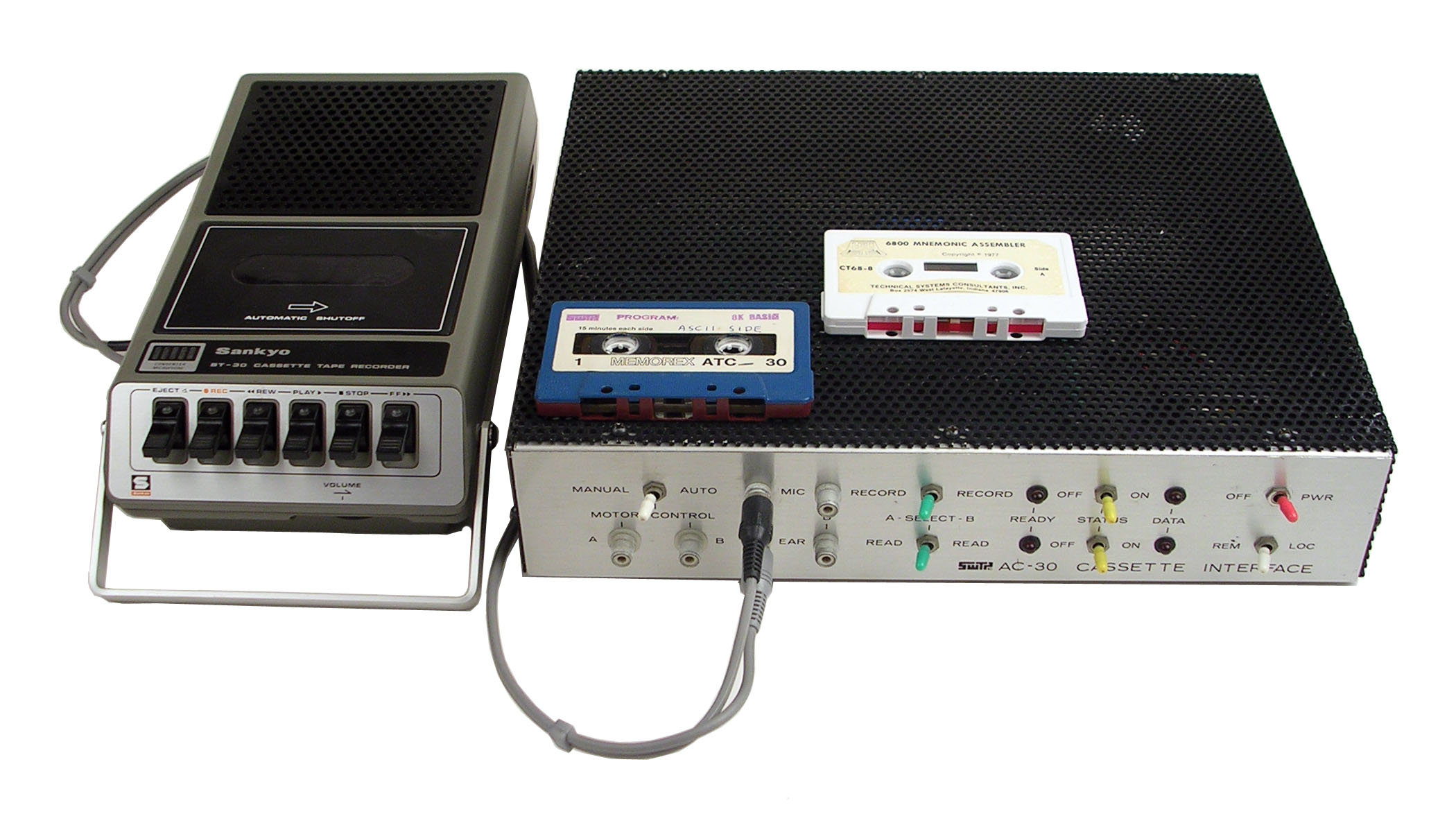
1976年のSWTPC AC30 Cassette Interface

このスタンダード（標準）に基づいた装置は翌年の1976年には登場した。
当初は、マイクロコンピュータとテープレコーダの間に、大きな（数十センチ x 数十センチほどのサイズの）インターフェース装置が必要だったが、すぐに小型化を進める人々や業者が現れ始め、数センチ x 数センチ程度の大きさになってゆき、やがてインタフェース回路の基板をテープレコーダの筐体の中に組み込んだり、最初からインタフェース回路を組み込んだ専用の装置、すなわちマイクロコンピュータ用のデータレコーダを開発・販売する業者が現れるようになり、やがて小型のテープレコーダと同程度の大きさのデータレコーダ（インタフェース回路込み）が販売されるようになった。
日本国内
日本では1976年に登場したTK-80では、最初ユーザはテープレコーダにデータを書き込むにはインタフェース回路を自作しなければならなかったが、拡張キット「TK-80BS」が販売されて以降は、それにインタフェースが付属するので、ユーザはそれを購入すれば回路を自作せずともテープレコーダを記憶装置として使えるようになった。

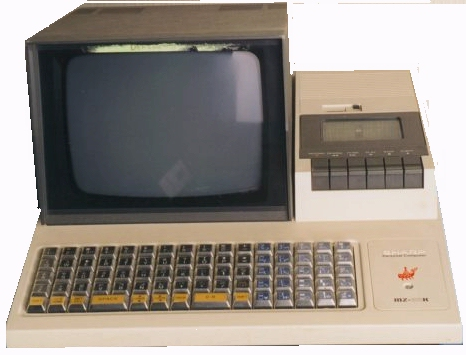
データレコーダーを搭載したパソコンMZ-80

1978年にシャープが発売したMZ-80Kは、一体型マイコンで、ディスプレイの右側にデータレコーダが組み込まれており、転送速度は1200 bpsであった。この速度は当時としてはかなり速かった。MZシリーズの後継機でも、やはり本体一体型で同様の速度であった。シャープのMZシリーズでは、ソフトウェア制御によるパルス幅変調方式で記録を行い、他の機種と比較し、エラーの少ないアクセスと共に、1200bpsの速度を実現していた。この筐体に直接内蔵される専用のデータレコーダはMZ-80B、並びにその系譜にある機種では2000bpsに速度を変更すると共に、後述の通り、制御の多くもソフトウェアから行うことが可能であった。CPUからの直接制御であるため、そのタイミングの書き換えによって、そのレコーダの信頼性も手伝い、更に高速な読み書きも可能であった。なお、1982年に別部署から発売されたX1でも、この電磁制御が可能なデータレコーダを採用しており、速度は2700bpsになっている。
一方、1979年5月にNECからリリースされたPC-8001に始まるPC-8000シリーズでは、キャリア周波数はそのままでシンボル長のみ短縮した600bpsでの記録を標準としていた。
他に千葉憲昭の提唱したサッポロシティ・スタンダードがある。（後述）
やがて電子工作の延長的なマイクロコンピュータは、80年代前半から半ばころにはパーソナルコンピュータへと発展していったが、フロッピーディスクは当初、読取装置となるドライブもディスクメディア自体も高価なものであり、ディスクドライブ搭載機は高価な機種に限定され主に中小企業や事務所で使うもので、ホビーパソコンのような廉価で一般家庭への普及を目指した機種では採用し難いものであったので、家庭ではデータレコーダーは依然として利用され続けた。当時は、メーカー純正FDDドライブはもとよりサードパーティ製FDDドライブでも、パソコン本体より高価ということはザラだったため、データレコーダがよく使われた。シーク（データ読み出しのために媒体の該当データ箇所に読み取りヘッドを移動すること）に対応していないか、対応していたとしても時間の掛かるデータレコーダーよりも、ランダムアクセス性の優れたフロッピーディスクメディアのほうが優れていると、技術書やパソコン情報誌などに掲載された情報で分かっていても、価格が高すぎては個人ユーザは購入する気になれず、普及しなかったのである。
状況が変化し始めたのは1980年代のなかばから後半にかけてである。1982年に誕生した初代PC-9801はフロッピーディスクドライブを内蔵しないモデルだったが、その翌年の1983年に発売されたPC-9801Fは5インチ2DDに対応したFDDを標準搭載していた。1985年ともなると、5インチ2HDに対応したFDDを搭載するPC-9801Mが発売され、さらに同年、本体に3.5インチFDDを内蔵したPC-9801U2も発売となった。日本のパソコンメーカーのリーダー的存在となっていたNECが、"標準機"と見なされる9801シリーズでFDD標準搭載機を販売すると、自然と多くのユーザがそれを購入し販売台数は多くなり、FDDユニットの製造数も増え、FDDユニットの製造原価も下がるようになり、結果、FDDの普及に拍車がかかり、FDDの普及と反比例するようにデータレコーダの使用を止める人が増えていった。なお、廉価なホビーパソコンのユーザでは、過渡期にはクイックディスクを使う人もいた。

## 機能
データの保存自体は普通のアナログテープを録音/再生できるテープレコーダー、極端な話ではラジカセのような音響機器としての製品でも行えるが、データレコーダはデータの保存に特化した機能を備えている。例えば、スピーカー用と別にデータ出力専用のボリュームが付いていたり、コントロールができるものもある。パーソナルコンピュータに内蔵された専用のものでは、後述するようにテープの早送り・巻き戻しを行って、記録されたデータの先頭にシークする機能もあった。そこまででなくても、専用の製品としてデータロードに際してパーソナルコンピュータ側から再生を開始するリモート端子ぐらいは付いているものが多い。

## 仕様
データレコーダの仕様ではないが、当時使われた記録方式の仕様について記す。論理フォーマットについても様々なものがあったが、ここでは物理フォーマットについてのみ述べる。

### サッポロシティ・スタンダード
カンサスシティスタンダードは、冗長さにより信頼性が高い半面、その遅さは当時のマイコン用としても遅かった。このため制定後すぐに、より高速な方式の提案が乱立した。サッポロシティ・スタンダードは標準としてのカンサス方式との互換についても考慮しつつ、2値変調の理論限界に迫る速度を実現することで、大幅な改良の余地を残さない「スタンダード」とするべく提案された野心的な仕様であった。
サッポロシティ・スタンダードは、2,400Hzと1,200Hzの2値変調という点はカンサスシティスタンダードと共通としている。その上で、マーク（１）を2,400Hzの半サイクル、スペース（ゼロ）を1,200Hzの半サイクルとする。つまり信号波形を矩形波にモデル化すると、その1個の山あるいは谷の前後のエッジ間隔の長短に情報を乗せる方式である。0と1の割合を半々と仮定して3,200bpsと公称した。
提案者千葉憲昭が札幌の人であり、当時地方組織としては最大級であった、札幌を拠点とするマイコンクラブ「北海道マイクロコンピュータ研究会」（立ち上げ・青木由直）で1977年に発表し同会で研究された方式であることから、サッポロシティの名が付けられた。公刊された文献としては、『トランジスタ技術』1978年12月号の記事「サッポロ シティ スタンダードについて」、電気学会情報処理研究会 IP-78-76「データ処理用ローコスト周辺装置の試作」、特開S54-96908「エッジ間隔を利用したディジタル変調方式」他がある（本項の「サッポロシティ・スタンダード」という表記はトラ技1980年11月号の記事に従った）。
記録と再生について簡単に説明する。記録は、これはサッポロ方式に限らないが、ディジタル回路で生成した矩形波を、レベルとオフセットの調整のみでそのままカセットテープレコーダの録音入力に入れ録音する。
再生は、カセットテープレコーダからの出力をアナログ的に波形を調整した後、シュミットトリガを通して矩形波とする。矩形波の立ち上がり立ち下がりのそれぞれのエッジから、約0.3ミリ秒後までにレベルが反転しなければ（していなければ）1,200Hz、反転すれば2,400Hzとわかる。サッポロ方式の場合ならそこから直接ビット列とすれば良いし、カンサス方式であれば8乃至16個ごとに処理すれば良い。
私設の「さっぽろコンピュータ博物館」に、本方式のインタフェースボード北斗電子製SC-3200が所蔵されている。

#### この節の参考文献
- 『トランジスタ技術』
  - 千葉憲昭「サッポロ シティ スタンダードについて」『トランジスタ技術』第15巻 第12号（通巻171号、1978年12月号）、pp. 266～272
  - 千葉憲昭、亀田一幸「サッポロシティ・スタンダードのすべて」『トランジスタ技術』第17巻 第11号（通巻194号、1980年11月号）特別企画、pp. 342～359
  - 他 1979年3月号、1979年10月号、1980年1月号、1980年3月号、1981年3月号、1981年7月号などに記事あり
- 他
  - 電気学会情報処理研究会 IP-78-76「データ処理用ローコスト周辺装置の試作」
  - 特開S54-96908「エッジ間隔を利用したディジタル変調方式」

## 実装
N-BASICなど初期のマイクロソフト系BASICなどではデータレコーダへのセーブはCSAVE、ロードはCLOADだった。CLOAD?でベリファイも行なえる。のちのN88-BASICや富士通のF-BASIC系などでは、カセット専用命令を持たず通常のSAVE・LOADコマンドでデバイス名「CASx:」（xは数字）を指定した。
シャープのX1およびMZ-80B/2000、その後継機種のデータレコーダは、デッキのオープン、並びに、メカ部の制御（ヘッドやキャプスタンのローディング）が、ボタンを操作する人力によるものではなく、電気制御によるものであったため、コンピュータ側からレコーダの動作を制御することができた。このためHu-BASICにはカセット制御用のコマンドが用意されている。また自動頭出し（ヘッドを軽く接触させた状態で高速送りし無音部を検出するもの）もできたため、データレコーダでありながらランダムアクセスに近い使い方も可能であった。
ファミリーベーシックのプログラム保存にも使われていた。ファミリーコンピュータ本体にはカセットテープインタフェースがなく、エディットモードのあるゲームで作成した面を保存する場合にもキーボードを介してデータレコーダを接続する必要があった（それ故か重く場所を取るキーボードを接続する煩わしさを解消する為、エディットデータのみ対応のホリ電機（現・ホリ）製S.D.ステーションが使われることがあった）。
データレコーダー実機の入手性が悪化した現代では、レトロコンピューティングなどで実機のコンピュータ製品本体を使おうとする場合、据置型、ポータブル型を問わず録音の機能を備えたミニディスクレコーダーやDATレコーダー、ICレコーダー、リニアPCMレコーダーなどの各種デジタル録音機で代用を行う。ただし、DATレコーダーやリニアPCMレコーダーの各種無圧縮状態のデジタル記録を除き、位相が保証されない非可逆圧縮などにより、データエラーが発生する可能性も否定できない。